# Duinkerke-transgressies
De Duinkerke-transgressies zijn, net als de afzetting van Duinkerke, onderdeel van een inmiddels min of meer achterhaalde visie over de lithostratigrafie van het Noordzeekustgebied, met name in Nederland en België. Het betreft een reeks veronderstelde grootschalige schommelingen in de kustlijn tijdens de Romeinse tijd en de vroege middeleeuwen. 
De transgressies werden vernoemd naar de Franse kustplaats Duinkerke, die door de transgressies overstroomd raakte. De theorie is inmiddels vervangen door het kustinbraakmodel.

## Transgressies en regressies
Van een transgressie is sprake als de kustlijn over een grotere afstand verder landinwaarts verschuift (de zee dus het land overstroomt). Tussen periodes van transgressie waren er ook periodes waarbij de kustlijn weer terug zeewaarts verschoof, een periode van regressie.
Een transgressie wordt ook wel een relatieve zeespiegelstijging (en een regressie een relatieve zeespiegeldaling) genoemd. Strikt genomen is dit niet juist. De termen trans- en regressie zijn gedefinieerd op basis van beweging van de kustlijn. Relatieve zeespiegelveranderingen worden gedaan op basis van een ijkpunt (bijvoorbeeld het Normaal Amsterdams Peil). Ten opzichte van het ijkpunt kan er een zeespiegelstijging plaatsvinden en toch hoeft de kustlijn dan niet landinwaarts te bewegen.
Door problemen met de datering van de verschillende sedimentpakketten langs de Zeeuwse en Vlaamse kusten zijn er alternatieve modellen opgesteld.

## Ontstaan van de transgressiefasen-theorie
In de jaren 1950 werd, onder andere door onderzoek van Bakker in 1954, de conclusie getrokken dat de kustbarrière en kustvlakte vooral gevormd werd door de relatieve zeespiegelbeweging. In het Atlanticum vond een snelle zeespiegelstijging plaats en werd een dik pakket afzettingen gevormd, waartussen vaak veenlagen voorkwamen.
B.P. Hageman kwam in 1969 met een model waarin de klastische afzettingen, oude blauwe zeeklei, aangeduid als Afzettingen van Calais, min of meer gelijktijdig hadden plaatsgevonden. Dateringen vonden plaats aan de hand van het veen dat tussen de afzettingen was gevormd. De weinige dateringen die gedaan werden, leken het model te bevestigen. Het veen zou gevormd zijn tijdens regressies waarin de invloed van de zee zou zijn afgenomen, afgezien van basisveen, dat juist ten tijde van transgressies zou zijn gevormd. De periode van de Afzettingen van Calais zou rond 1800 v.Chr. zijn geëindigd, waarna ondanks verdere stijging van de zeespiegel het Hollandveen zich uitbreidde. Dit zou zijn doordat de strandwallen breder werden, waardoor de invloed van de zee verminderde.
In het daaropvolgende Subatlanticum vonden dan weer nieuwe transgressies plaats, waardoor de Afzettingen van Duinkerke, jonge zeeklei, zouden zijn gevormd. Er waren vier Duinkerke-transgressies met tussenliggende regressies.

## Problematiek
Een van de uitgangspunten van het transgressiefasenconcept was dat de ouderdom met C14-datering bepaald moest worden om zekerheid te krijgen over welke fase het betrof. Aan de C14-methode zitten echter veel haken en ogen; bovendien bleek dat er veel dateringen niet klopten met het bestaande model, waardoor de noodzaak ontstond extra subfasen in te bouwen, aangeduid als verfijningen. Bovendien werd duidelijk dat de drie Duinkerkefasen in Noord-Nederland niet even oud waren als die van West-Nederland.
Doordat in de loop van het onderzoek meer gegevens, vooral dateringen, beschikbaar kwamen, traden er steeds meer tegenstrijdigheden op. In 1978 vond Griede in Friesland een andere datering dan Roeleveld in 1974 voor Groningen had vastgesteld. In 1982 vonden De Mulder en Bosch ook in Noord-Holland afwijkingen. Bij meer dateringen bleken de gaten tussen de groepen opgevuld te worden en verdwenen dus ook de verschillende fasen. Er bleek een meer geleidelijke ontwikkeling te zijn geweest. Een gevolg van de nieuwere inzichten is ook dat veel paleogeografische kaarten niet meer kloppen.

## Nieuwe theorie
Berendsen en Stouthamer beschreven in 2001 een geheel ander mechanisme waarmee te verklaren is dat de klastische fluviatiele afzettingen vertand voorkomen met veen. In 2003 leidde dit tot de nieuwe lithostratigrafische indeling van de Holocene afzettingen door De Mulder et al. die is losgekoppeld van de leeftijd van die afzettingen. Deze nieuwe indeling staat los van de ouderdom en de genese. Regionale stratigrafische verschillen komen hierin beter tot uiting.